# Marguerite Lebrun

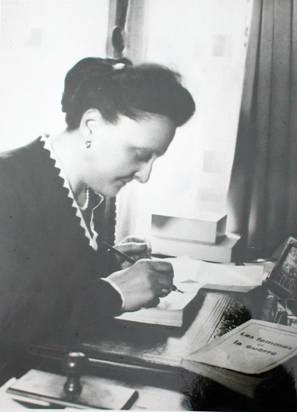
Marguerite Lebrun (1878-1947)

Marguerite Lebrun (ur. Jeanne Emilie Marguerite Nivoit 12 grudnia 1878 roku w Mézières, zm. 25 października 1947 roku w Paryżu) – żona 15. prezydenta Francji Alberta Lebrun, urzędującego w latach 1932–1940.

## Życiorys

### Pochodzenie i wykształcenie
Marguerite Nivoit była córką Marie Malézieux (1853–1924) i Edmonda Nivoit (1839–1920), Generalnego Inspektora Górnictwa, który był także dyrektorem Szkoły Górniczej w Paryżu (École des mines de Paris). Pochodziła z północno-wschodniej Francji, z departamentu Ardenów w Lotaryngii.
Po ukończeniu studiów władała biegle dwoma językami: angielskim i niemieckim. Była praktykującą katoliczką.

### Żona prezydenta Francji
W dniu 5 lutego 1902 roku Marguerite Nivoit poślubiła w Paryżu Alberta Lebrun. Mieli dwójkę dzieci: Jeana (1902–1980) i Marie (1904–1984). 10 maja 1932 roku jej mąż został wybrany na prezydenta Francji. Był to człowiek inteligentny oraz wykształcony, ponadto cechujący się skromnością. Marguerite Lebrun wiele się od niego nie różniła. Była wykształcona i dyskretna. Gościła między innymi brytyjskiego króla Jerzego VI Windsora wraz z małżonką królową Elżbietą w Paryżu w 1938 roku.
W 1935 roku została matką chrzestną największego na świecie statku pasażerskiego Normandie. Rok później udała się na jego pokładzie do Stanów Zjednoczonych, gdzie została przyjęta przez amerykańską parę prezydencką Eleanorę i Franklina Delano Rooseveltów. Towarzyszyła jej córka Marie i synowa Bernadetta Marin.
W roku 1939 Albert Lebrun został ponownie wybrany na prezydenta. W trakcie bitwy o Francję, 10 czerwca 1940 roku, para opuściła w pośpiechu Pałac Elizejski, by udać się najpierw do Tours, a później do Bordeaux. W wyniku głosowania władzę we Francji przejął wówczas marszałek Pétain. Tym samym stanowisko prezydenta Francji pozostało nieobsadzone, zaś Marguerite i Albert Lebrun wyjechali do Vizille, rezydencji zięcia, Jeana Freysselinarda.

### Ostatnie lata życia
Marguerite Lebrun zmarła z powodu choroby Parkinsona, 25 października 1947 roku w mieszkaniu znajdującym się na Boulevard de Beauséjour, w prestiżowej szesnastej dzielnicy Paryża. Jej mąż zmarł niespełna trzy lata później, w 1950 roku.

## Tytuł pierwszej damy
Marguerite Lebrun była pierwszą kobietą we Francji, której nadano tytuł pierwszej damy. Użyto go podczas wizyty, którą złożyła amerykańskiej parze prezydenckiej na pokładzie statku Normandie.